# Parorchestia longicornis
Parorchestia longicornis är en kräftdjursart som först beskrevs av Knud Hensch Stephensen 1938.  Parorchestia longicornis ingår i släktet Parorchestia och familjen tångloppor. Inga underarter finns listade i Catalogue of Life.